# Helena 1913
Le Helena 1913 est un ketch suisse à gréement bermudien. Son port d'attache actuel est Genève sur le Lac Léman. Mais il navigue essentiellement en mer Méditerranée. Son immatriculation de voile est « SUI 1913 ».

## Histoire
Helena est un ketch construit en 1913, au chantier naval Cordier & fils à Lormont en Gironde, pour un notable marseillais. Ce yacht classique navigue beaucoup depuis, par exemple, en 1929, à Oran en Algérie. C'est en 1986 que Pierre-Alain Bourqui le trouve à Saint-Martin et en devient propriétaire. Il navigue plusieurs années dans les eaux des Caraïbes avant de traverser l'Atlantique pour venir dans un chantier naval au bord du Lac Léman pour y subir une rénovation.
L'association Helena 1913 se crée à Genève en 1994 pour subvenir aux travaux.
En 2007, après dix ans de restauration à Richelien, dans la commune suisse de Versoix, le voilier part en Méditerranée. Les membres de l'association le font naviguer depuis.
Il est présent à Les Tonnerres de Brest 2012, à Brest 2016 et est amarré aux Sables-d'Olonne d'octobre 2016 à mars 2017 en marge du Vendée Globe. 